# Morro Cabeça no Tempo
Morro Cabeça no Tempo est une municipalité brésilienne située dans l'État du Piauí.